# منظمة مكافحة التنمر والتمييز في الشرق الأوسط
مركز مكافحة التنمر والتمييز في الشرق الأوسط
 هي منظمة حقوقية تعرف باسم مركز مكافحة التنمر والتمييز في الشرق الأوسط، أسسها الصحفي المصري أحمد القاعود عام 2019. بهدف وقف كافة أشكال التنمر في دول الشرق الأوسط. ويهدف المركز إلى تقديم إرشادات و تنظيم حملات ضد التنمر، ورصد أشكال التنمر في المجتمعات الشرق أوسطية وفي وسائل الإعلام ومواجتها.
رصدت المنظمة العديد من أشكال التنمر في المجتمعات العربية، وأصدرت بيانات عدة حول هذه الأفعال، وتناولت وسائل الإعلام المحلية والإقليمية بياناتها. وتتبني المنظمة سياسة صارمة تجاه كافة أشكال التنمر والتمييز وتواجه التعصب الجماهير في ملاعب كرة القدم.